# 无锡招商城
31°33′40″N 120°19′23″E / 31.56112°N 120.32297°E
无锡国际招商城，又称无锡招商城，是中华人民共和国江苏省无锡市新吴区的一个商贸城。

## 沿革
1990年，无锡市政府在解放西路的地摊式市场整合迁入，取名招商城。由于解放西路地段压力增加，2003年9月，无锡市政府筹建无锡国际招商城。委托马清运团队马达思班建筑设计事务所进行规划设计，选用太湖耐火材料厂地块。招商城由无锡城市投资发展有限公司和香港中长集团投资有限公司合资开发，占地500亩，总投资20亿元，总建筑面积60万平方米，位于太湖大道南侧。之后政府将无锡钢铁厂、无锡焦化厂等搬迁企业3000亩土地纳入招商城的扩展范围。